# Народное собрание
Наро́дное собра́ние — орган государственной власти в ряде государств (преимущественно в древности и Средневековье), состоящий из всех совершеннолетних граждан данного государства.
Из современных государственных образований действует в швейцарском кантоне Аппенцелль-Иннерроден.

## История
Исторически самой старой формой народного собрания было племенное собрание, орган самоуправления в племенах, состоящий из всех способных носить оружие мужчин, принадлежащих к племени и действующий в рамках военной демократии.
Народное собрание было органом античных государств. В демократических республиках — высший орган государственной власти, в аристократических и олигархических республиках — один из органов государственной власти, в основном утверждавший постановления совета старейшин и назначения им должностных лиц. В ряде случаев (например, в первой Римской Республике) могло быть несколько народных собраний: собрание всех граждан независимо от имущественного положения (трибутные комиции и плебейские консилии), цензовые собрания граждан (центуриатные комиции), собрания аристократов (куриатные комиции).

## Термины
- Вече — народное собрание в древней и средневековой Руси;
- Комиции — народное собрание в Древнем Риме;
- Курултай — народное собрание у тюрко-монгольских народов;
- Меджлис — народное собрание у мусульман;
- Мартовские поля — народное собрание у франков;
- Маслихат — народное собрание у казахов;
- Тинг (Таг) — народное собрание скандинавских народов и древних германцев;
- Экклесия — народное собрание в Древней Греции.